# Mapa lotnicza

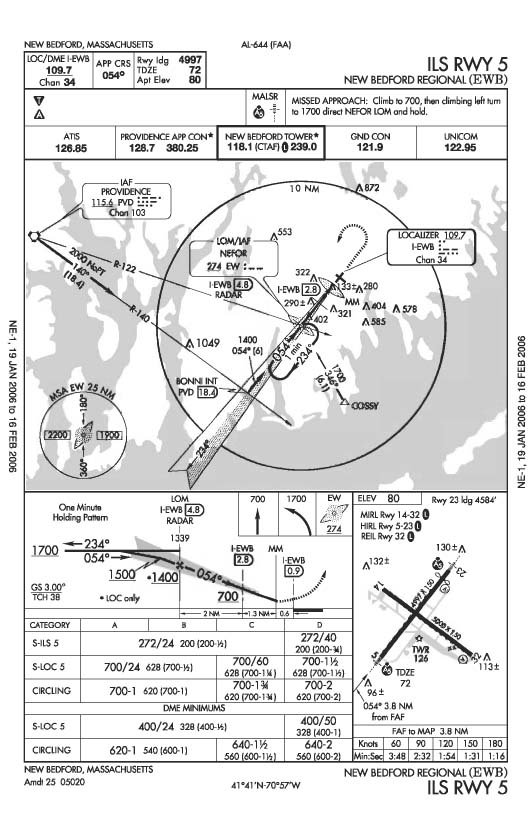
Przykład mapy lotniczej

Mapa lotnicza – rodzaj mapy przeznaczony do nawigacji statku powietrznego. Umiejętność posługiwania się mapą jest niezbędnym warunkiem prawidłowego wykonania opublikowanych procedur oraz bezpieczeństwa w ruchu powietrznym.

## Odwzorowanie
Nie jest możliwe wierne przedstawienie powierzchni Ziemi, a używanie globusa ze zrozumiałych względów nie nadaje się do prowadzenia nawigacji.
Mapy lotnicze wykonuje się w większości przypadków w rzucie Merkatora. Rzut ten spełnia podstawowe warunki dla mapy lotniczej: zachowana jest wierność kątów (możliwe wykreślanie kursów kompasowych), wierność odległości oraz umożliwia żeglugę powietrzną po loksodromie.
Czasami mapy lotnicze wykonuje się też w rzucie gnonomicznym dla pokazania obszarów podbiegunowych oraz dla żeglugi po ortodromie.

## Budowa mapy lotniczej
Każda mapa lotnicza składa się z kilku ważnych informacji:
- tytuł mapy lotniczej – umieszczony w widocznym miejscu,
- opis obszaru objętego mapą,
- skala podana dla głównego równoleżnika (rzut Merkatora nie zachowuje skali na całej powierzchni),
- jednostki użyte do określenia wysokości i odległości,
- elewacja lotniska,
- główne częstotliwości wykorzystywane dla sytuacji używanej przy korzystaniu z danej mapy,
- termin ważności mapy lotniczej,
- typ mapy.